# 아코선
아코선(일본어: 赤穂線, あこうせん)은 일본 효고현 아이오이시에 있는 아이오이역에서 오카야마현 오카야마시 나카구에 있는 히가시오카야마역까지를 잇는 서일본 여객철도의 철도 노선이다.
기점 아이오이 역, 종점 히가시오카야마 역, 양 역에서 산요 본선과 환승할 수 있다. 북쪽의 산지 구간을 거치는 산요 본선과는 달리 아코 선은 세토 내해 연안을 달린다. 어번 네트워크에 포함되어 있으며, 신쾌속 열차가 오사카 방면에서 반슈아코역까지 운행한다. 아이오이 역 ~ 반슈아코 역 구간과 오사후네역 ~ 히가시오카야마 역 구간은 이코카를 사용할 수 있다. 단, 아이오이 역 ~ 반슈아코 역 구간은 긴키 구역, 오사후네 역 ~ 히가시오카야마 역 구간은 오카야마·히로시마 구역이기 때문에 한쪽 구역용 카드를 다른 구역에 속한 구간에서 사용할 수는 없다.
오카야마 지사에서는 고유의 노선색으로 황금색을 사용한다. (■)

## 운행 형태
반슈아코 역을 경계로 운행 계통이 나뉘며, 모든 구간을 운행하는 열차는 밤 시간대 상행 1편 뿐이다. 단, 반슈아코 역 이서 구간과 이동 구간은 따로 다른 노선들과 직결 운행을 하고 있으며, 아코 선내를 달리는 열차는 없다. 2006년 10월 21일 이후 호쿠리쿠 본선 쓰루가역에서 시발해 마이바라역을 경유하여 반슈아코 역까지 운행하는 신쾌속이 토요일과 휴일 오전 9시 경과 매일 오후 9시경에 운행되고 있다. 단, 아코 선에 들어오는 것은 아보시역에서 분리된 4량 편성 뿐이다. 2011년 3월 12일 시간표 개정 이후 쓰루가 역에서 고세이 선을 경유해 반슈아코 역까지 운행하는 신쾌속 열차도 운행되기 시작했다.
아이오이 역 ~ 반슈아코 역 구간에서는 모든 열차가 산요 본선 히메지·고베·오사카 방면 노선과 직결 운행하며, 오사카·교토·나가하마·오미이마즈 방면으로 직결 운행하는 신쾌속·보통 열차가 운행된다. 신쾌속 열차는 아코 선 안에서는 보통 열차처럼 모든 역에 정차한다. 4량 ~ 8량 편성 형태로 운행된다.
한편, 반슈아코 역 ~ 히가시오카야마 역 구간에서는 모든 열차가 산요 본선 오카야마역까지 직결 운행하며, 일부 열차는 산요 본선 미하라역, 후쿠엔 선 후추역 방면, 하쿠비 선 요나고역 방면, 우노 선 우노역·혼시비산 선 고지마역 방면으로 직결 운행하는 열차도 존재한다. 낮 시간대에는 오카야마 방면에서 반슈아코 역까지 가는 열차와 오사후네 역까지 가는 열차가 교대로 운행되며, 오사후네 역까지는 시간당 2편, 반슈아코 역까지는 시간당 1편 운행된다. 또한 아침 및 저녁 시간대에는 히나세역, 비젠카타카미역, 사이다이지역에서 시종착하는 열차도 있다.
| 종별/역명 | 종별/역명 | 아이오이 | …   | 반슈아코 | 반슈아코 | …   | 오사후네 | 오사후네 | … | 히가시오카야마 |
| --------- | --------- | -------- | --- | -------- | -------- | --- | -------- | -------- | - | -------------- |
| 운행 편수 | 신쾌속    | 1편      | 1편 | 1편      |          |     |          |          |   |                |
| 운행 편수 | 보통      | 1편      | 1편 | 1편      |          |     |          |          |   |                |
| 운행 편수 | 보통      |          | 1편 |          |          |     |          |          |   |                |
| 운행 편수 | 보통      |          |     |          |          | 1편 |          |          |   |                |

## 사용 차량
투입되는 모든 열차는 전동차이다.
- 일본국유철도 103계 전동차 (반슈아코 역 ~ 히가시오카야마 역 구간)
- 일본국유철도 115계 전동차 (모든 구간)
- 일본국유철도 117계 전동차 (반슈아코 역 ~ 히가시오카야마 역 구간)
- 일본국유철도 213계 전동차 (반슈아코 역 ~ 히가시오카야마 역 구간)
- 서일본 여객철도 221계 전동차 (아이오이 역 ~ 반슈아코 역 구간)
- 서일본 여객철도 223계 전동차 1000·2000·6000번대 (아이오이 역 ~ 반슈아코 역 구간)
- 서일본 여객철도 225계 전동차 0번대 100번대 (아이오이 역 ~ 반슈아코 역 구간)

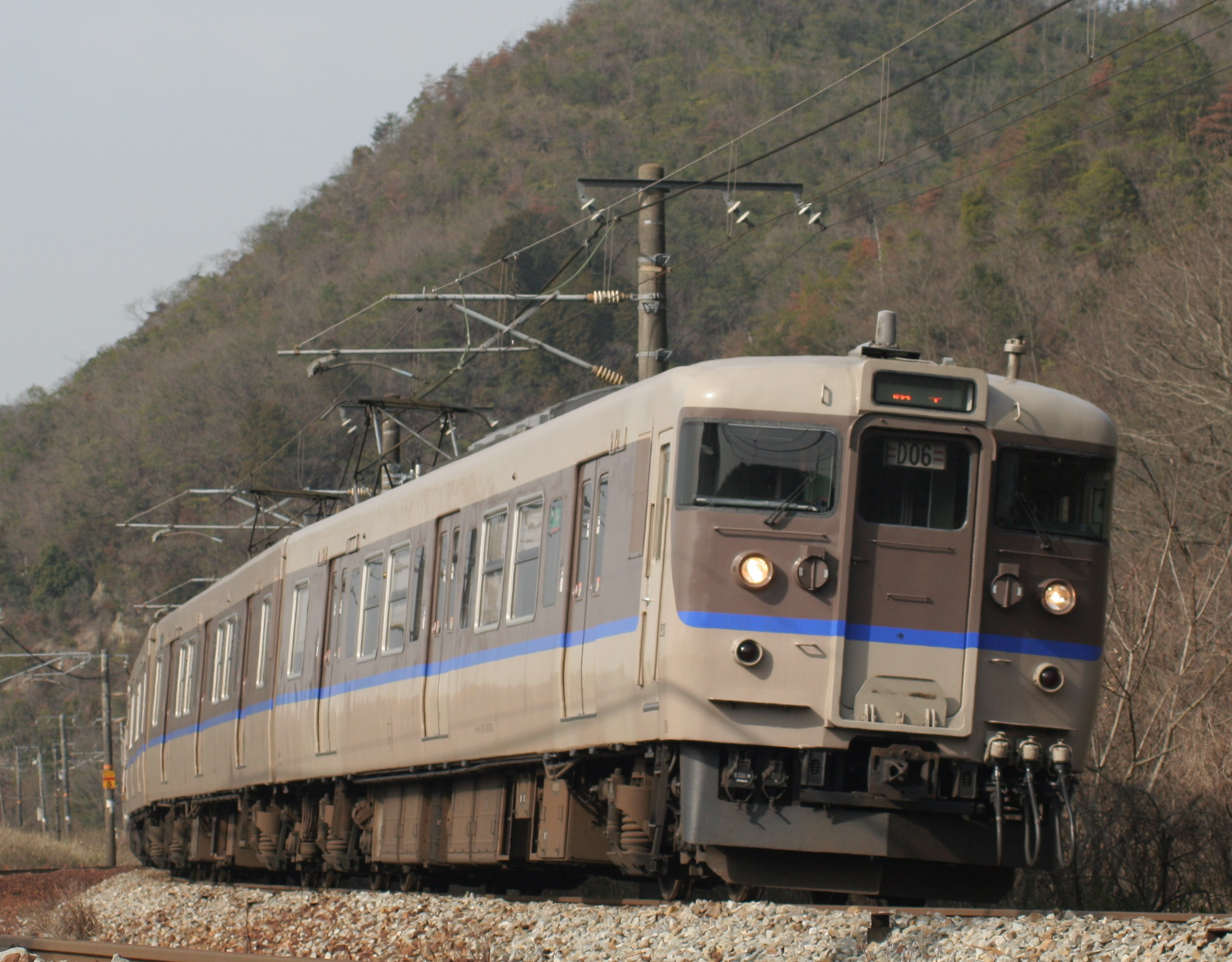
115계
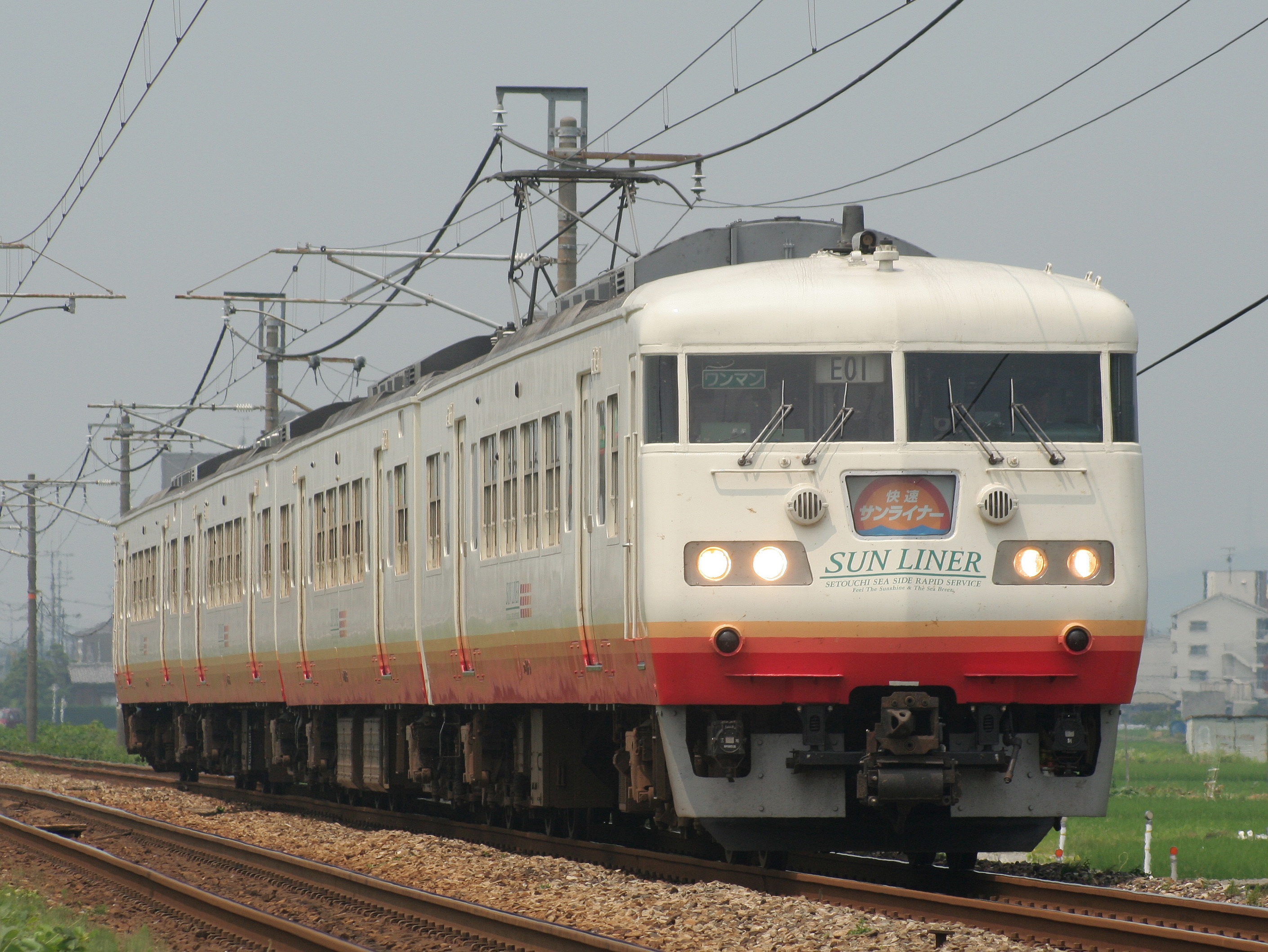
117계
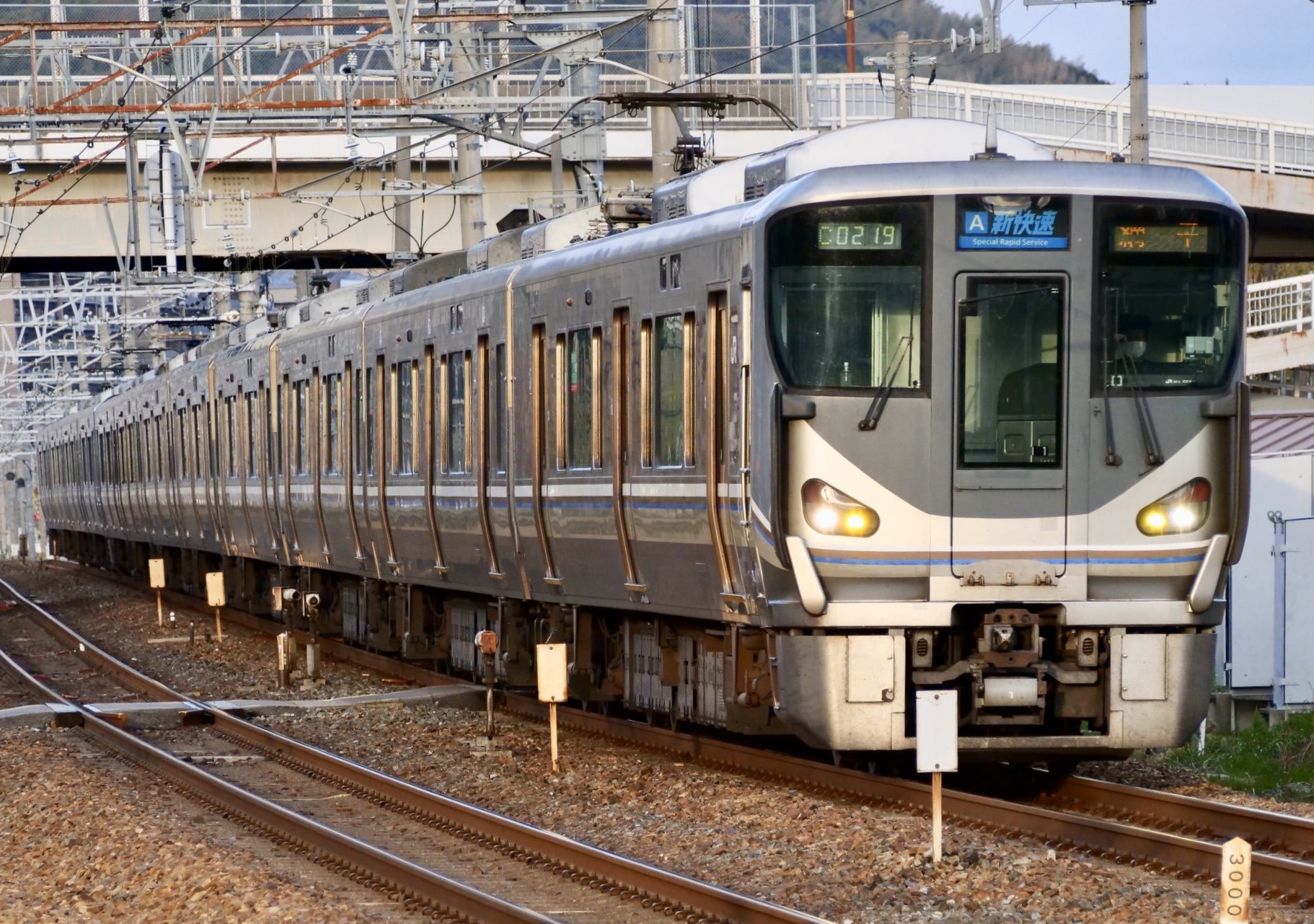
225계 0번대

## 과거 운행차량

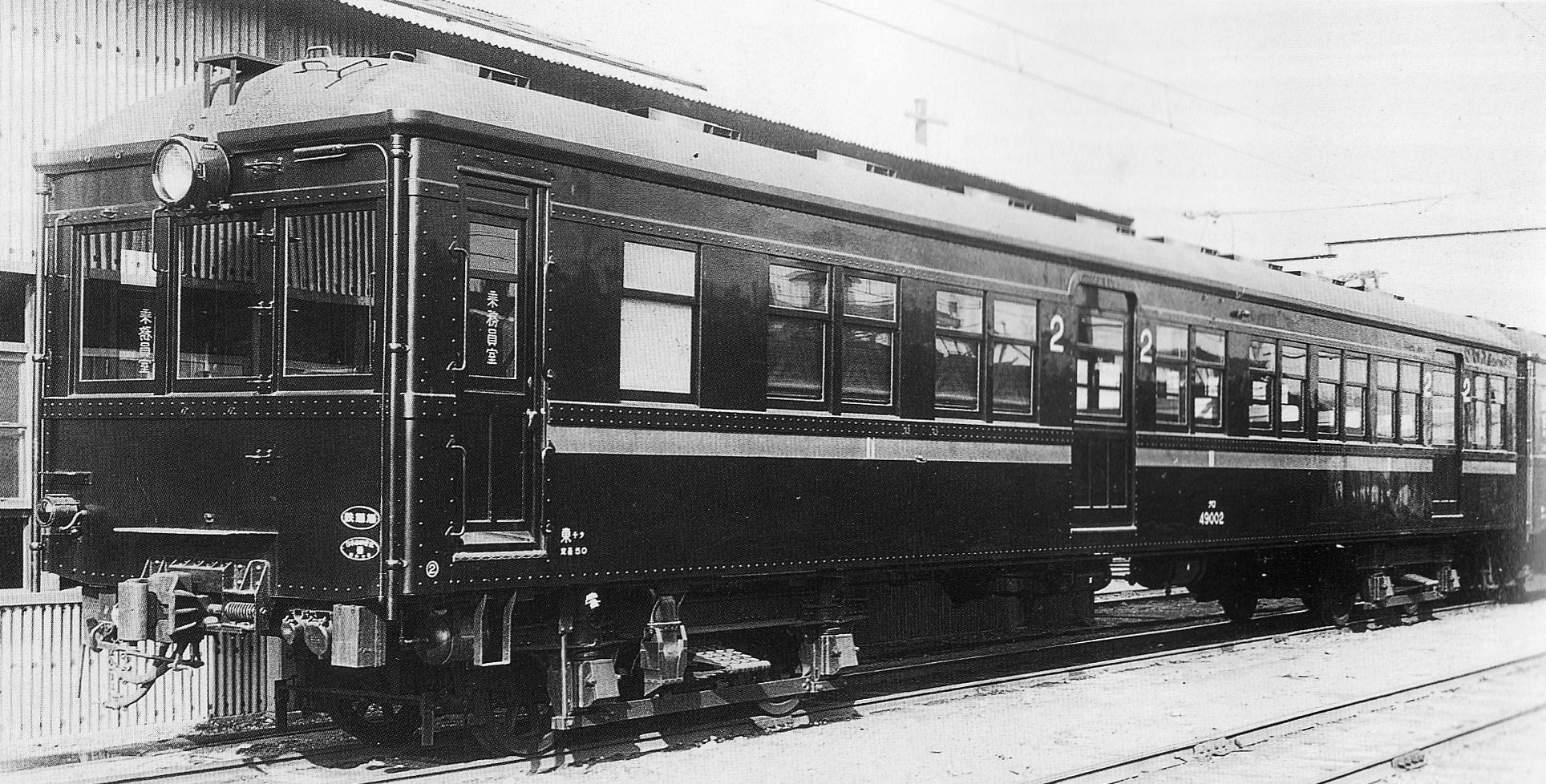
32계
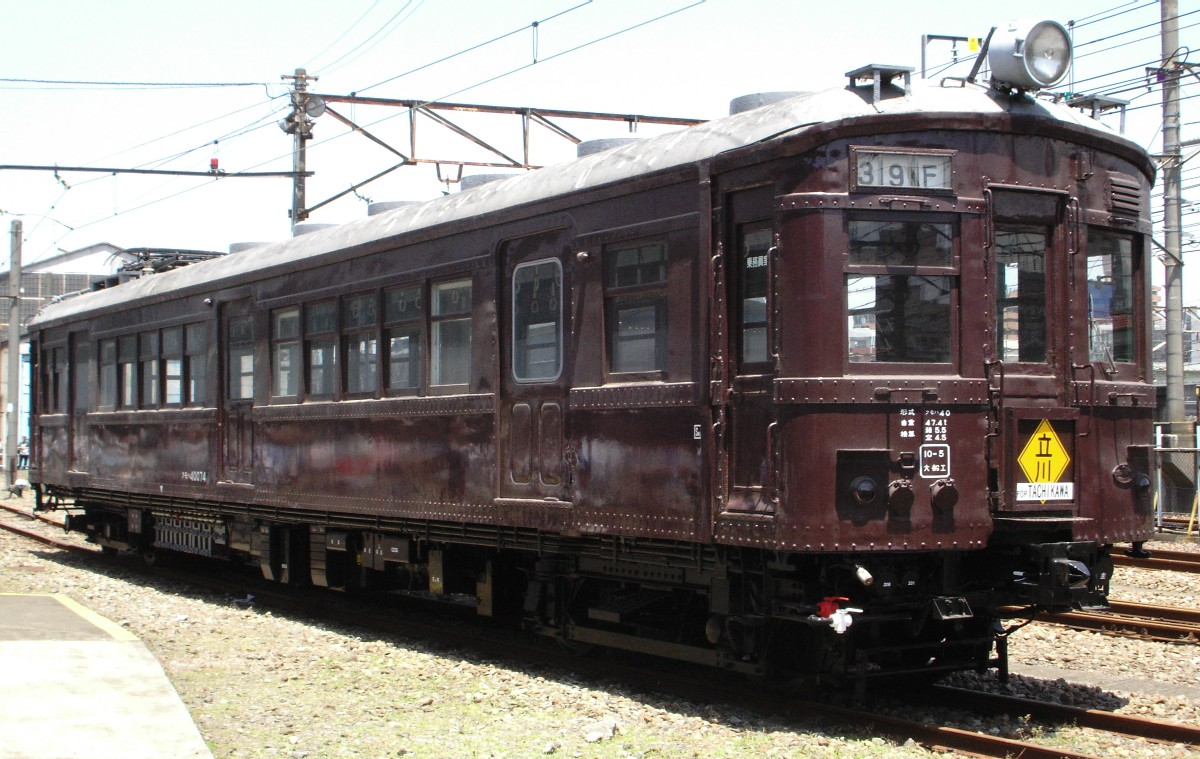
40계
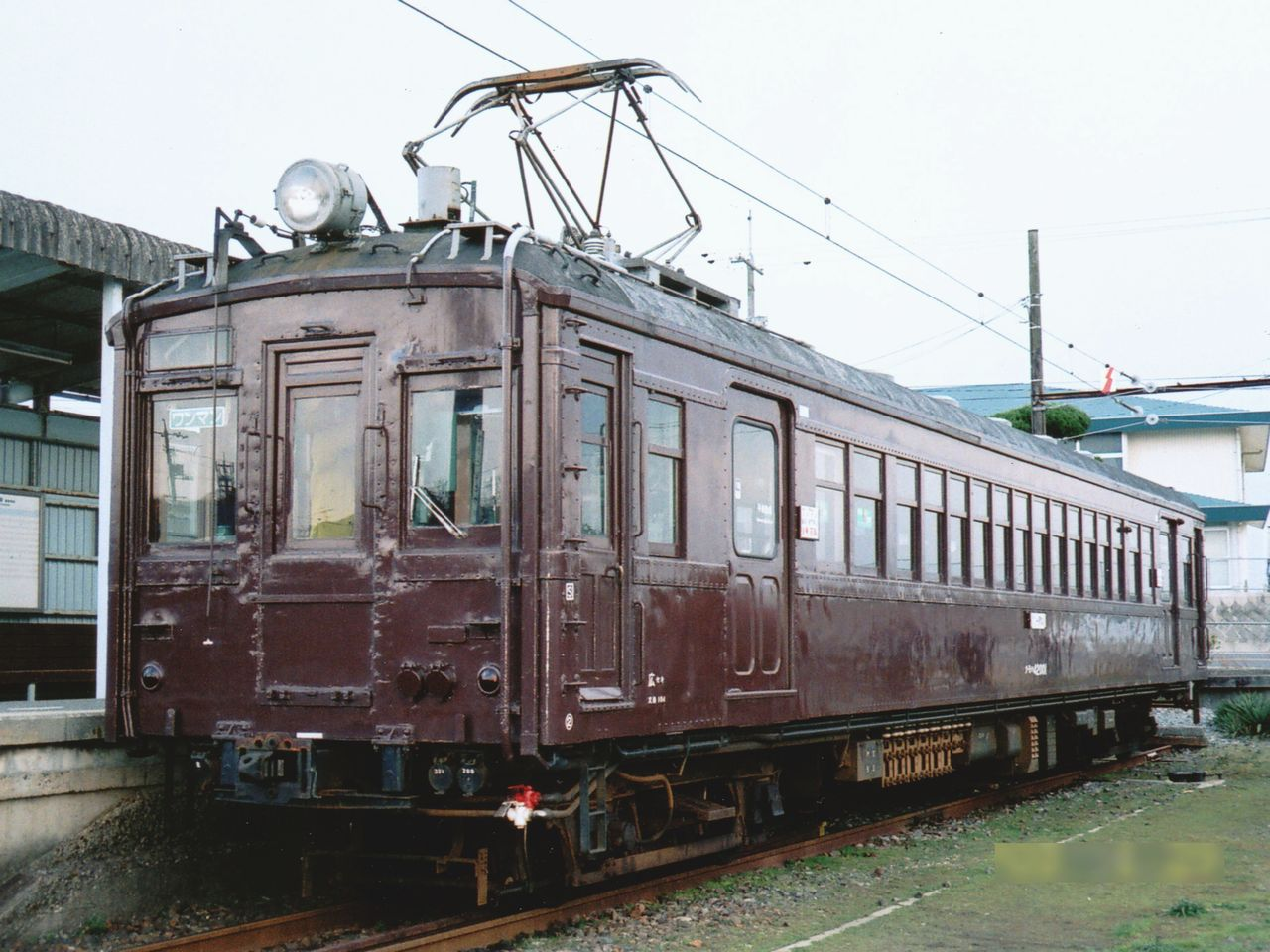
42계
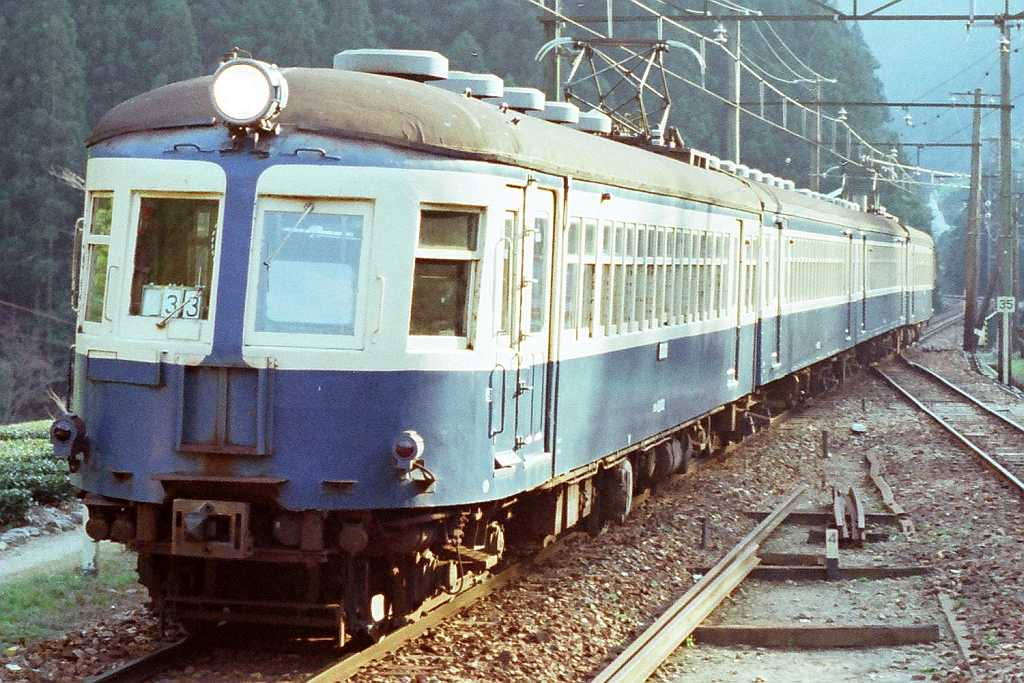
51계・52계
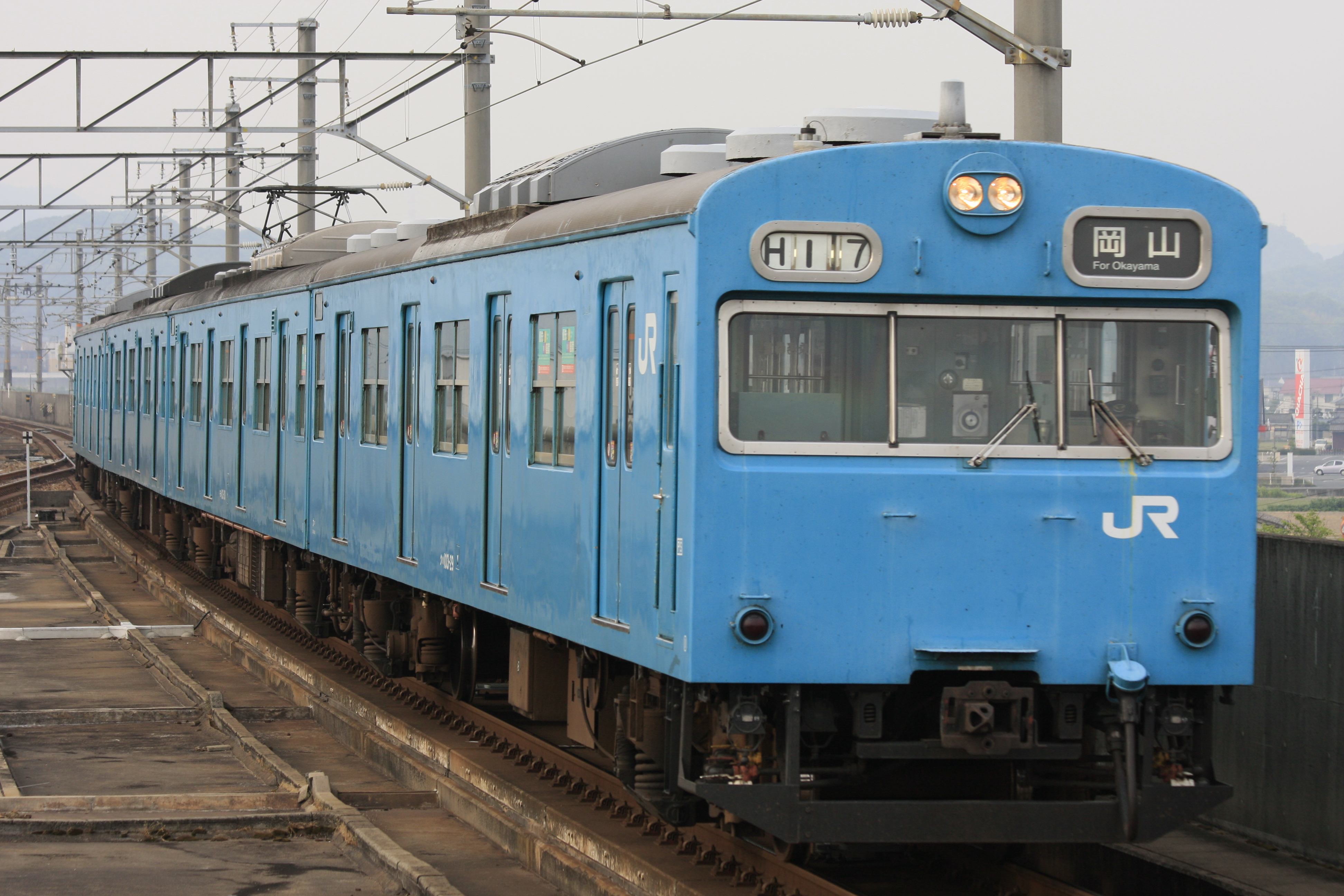
103계
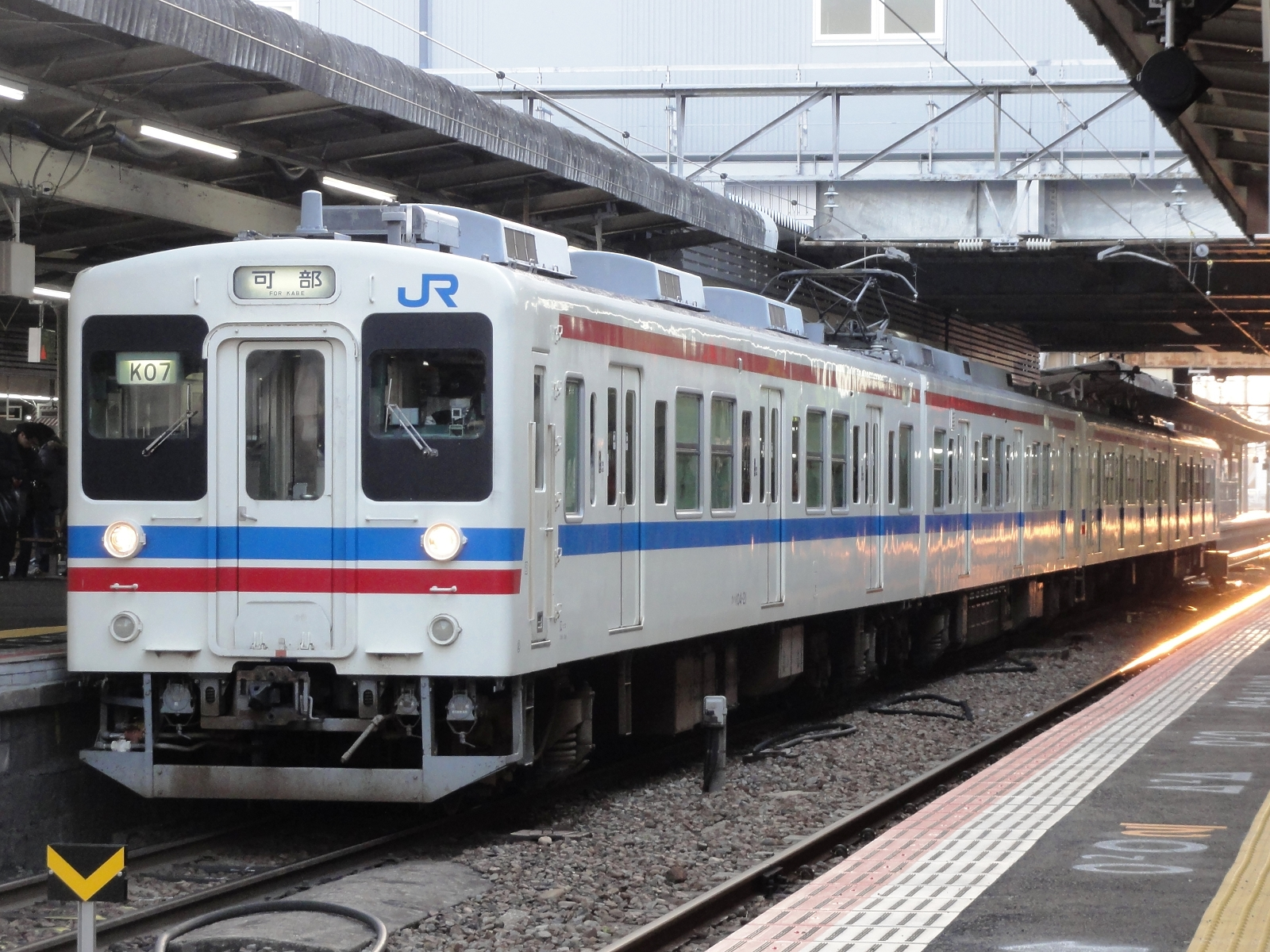
105계
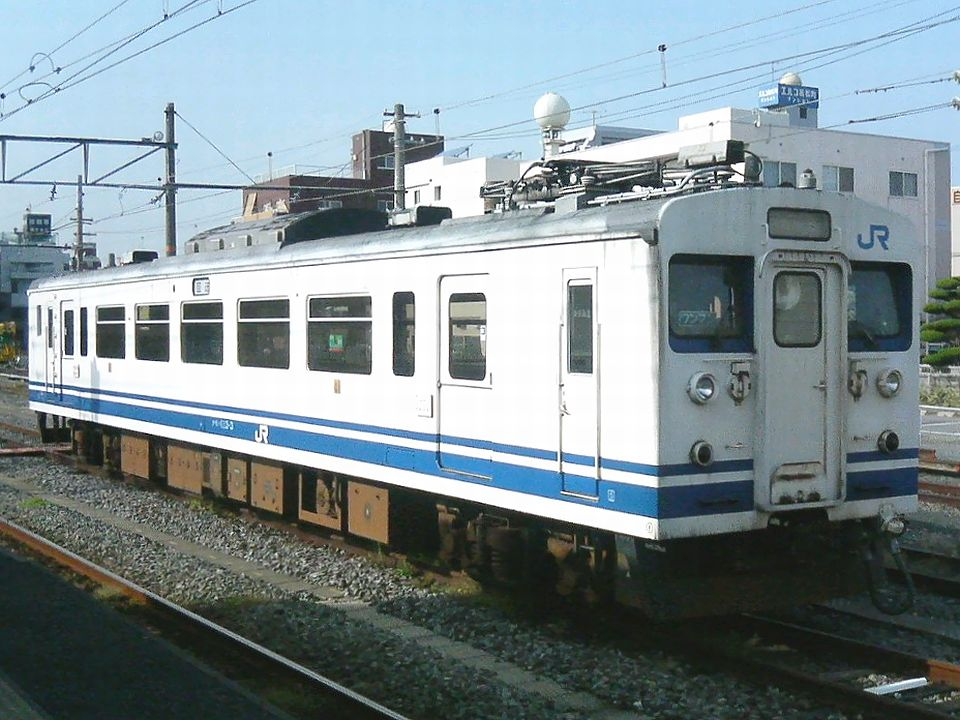
123계
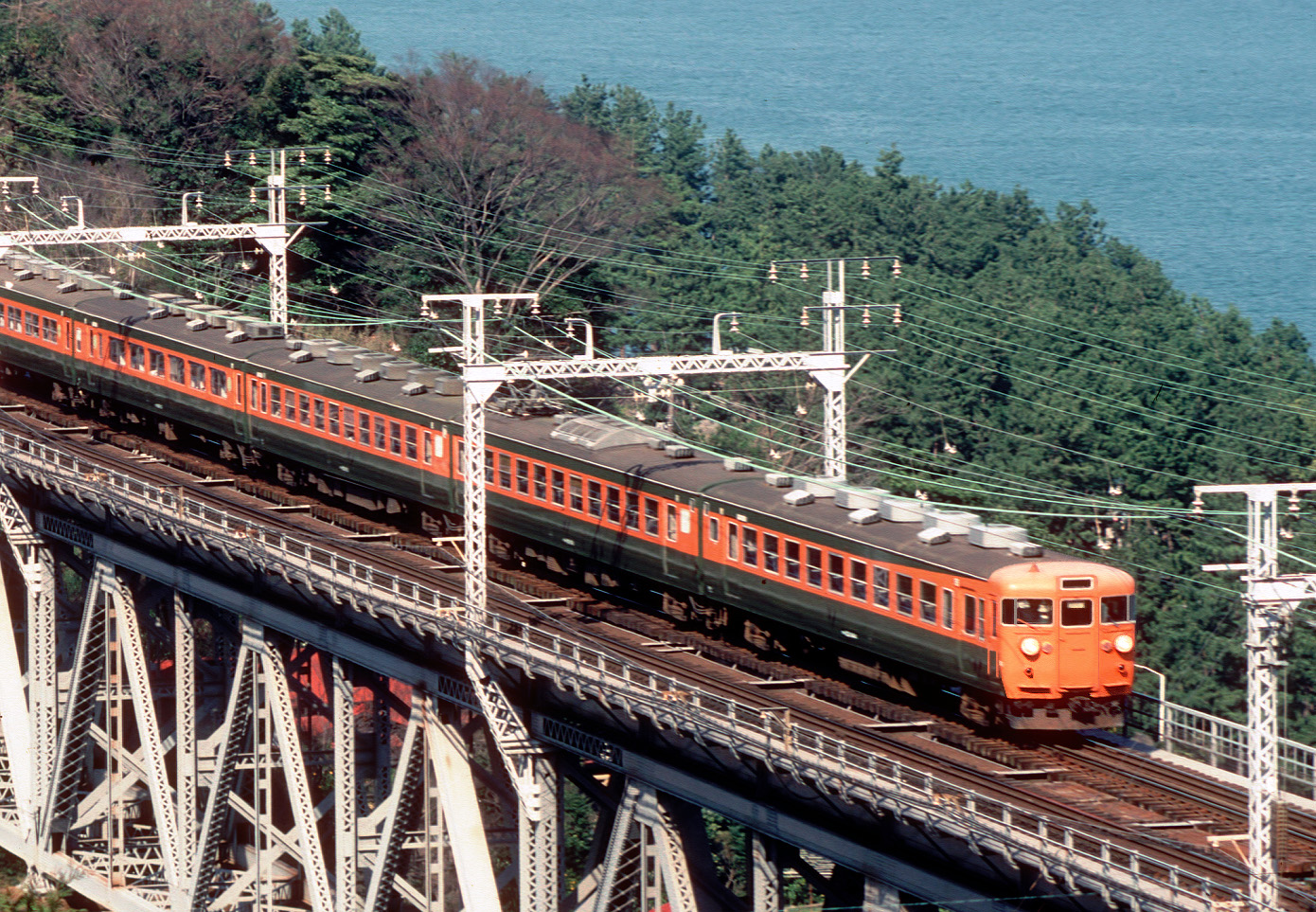
153계
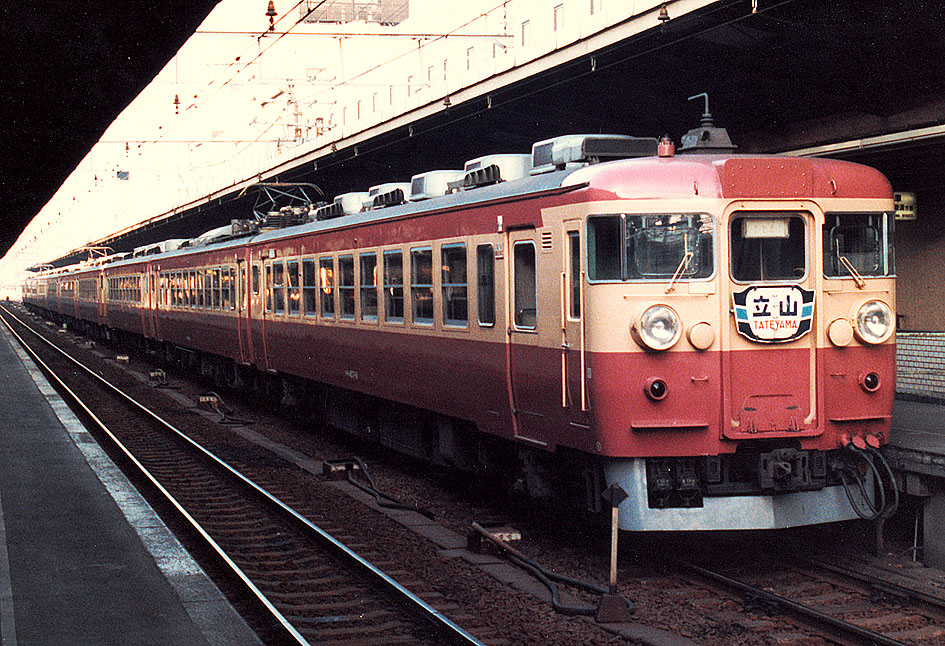
455계・457계・475계

## 역사
- 1951년 12월 12일 - 일본국유철도가 아이오이 역 ~ 반슈아코 역 구간을 개업.
- 1955년 3월 1일 - 히나세 역까지 연장.
- 1958년 3월 25일 - 인베 역까지 연장.
- 1962년 9월 1일 - 히가시오카야마 역까지 연장.
- 1969년 8월 24일 - 전 구간 전철화.
- 1987년 4월 1일 - 민영화에 따라 서일본 여객철도의 소속이 되었다.

## 역 목록
| 역명            | 일본어 역명 | 접속 노선                                       | 역간 거리 | 누적 거리  | 소재지              | 소재지             |
| --------------- | ----------- | ----------------------------------------------- | --------- | ---------- | ------------------- | ------------------ |
| 아이오이        | 相生        | 산요 신칸센 ■ 산요 본선 (히메지 방면 직결 운행) | 0.0       | 0.0        | 효고현              | 아이오이시         |
| 니시아이오이    | 西相生      |                                                 | 3.0       | 3.0        | 효고현              | 아이오이시         |
| 사코시          | 坂越        | 4.8                                             | 7.8       | 아코시     | 효고현              |                    |
| 반슈아코        | 播州赤穂    | 2.7                                             | 10.5      | 아코시     | 효고현              |                    |
| 니시하마 (화물) | 西浜        | 2.4                                             | 12.9      | 아코시     | 효고현              |                    |
| 덴와            | 天和        | 1.6                                             | 14.5      | 아코시     | 효고현              |                    |
| 비젠후쿠카와    | 備前福河    | 1.9                                             | 16.4      | 아코시     | 효고현              |                    |
| 소고            | 寒河        | 3.2                                             | 19.6      | 오카야마현 | 비젠시              |                    |
| 히나세          | 日生        | 2.5                                             | 22.1      | 오카야마현 | 비젠시              |                    |
| 이리            | 伊里        | 5.6                                             | 27.7      | 오카야마현 | 비젠시              |                    |
| 비젠카타카미    | 備前片上    | 3.3                                             | 31.0      | 오카야마현 | 비젠시              |                    |
| 니시카타카미    | 西片上      | 1.3                                             | 32.3      | 오카야마현 | 비젠시              |                    |
| 인베            | 伊部        | 2.2                                             | 34.5      | 오카야마현 | 비젠시              |                    |
| 가가토          | 香登        | 4.0                                             | 38.5      | 오카야마현 | 비젠시              |                    |
| 오사후네        | 長船        | 3.8                                             | 42.3      | 오카야마현 | 세토우치시          |                    |
| 오쿠            | 邑久        | 3.6                                             | 45.9      | 오카야마현 | 세토우치시          |                    |
| 오도미          | 大富        | 2.1                                             | 48.0      | 오카야마현 | 세토우치시          |                    |
| 사이다이지      | 西大寺      | 3.2                                             | 51.2      | 오카야마현 | 오카야마시 히가시구 |                    |
| 오다라          | 大多羅      | 2.9                                             | 54.1      | 오카야마현 | 오카야마시 히가시구 |                    |
| 히가시오카야마  | 東岡山      | ■ 산요 본선 (오카야마 방면 직결 운행)           | 3.3       | 오카야마현 | 57.4                | 오카야마 시 나카구 |

## 같이 보기
- 고텐바선
- 구레선
- 우베선